# Clematis vitalba
Espèce
Classification phylogénétique
Statut de conservation UICN

LC : Préoccupation mineure

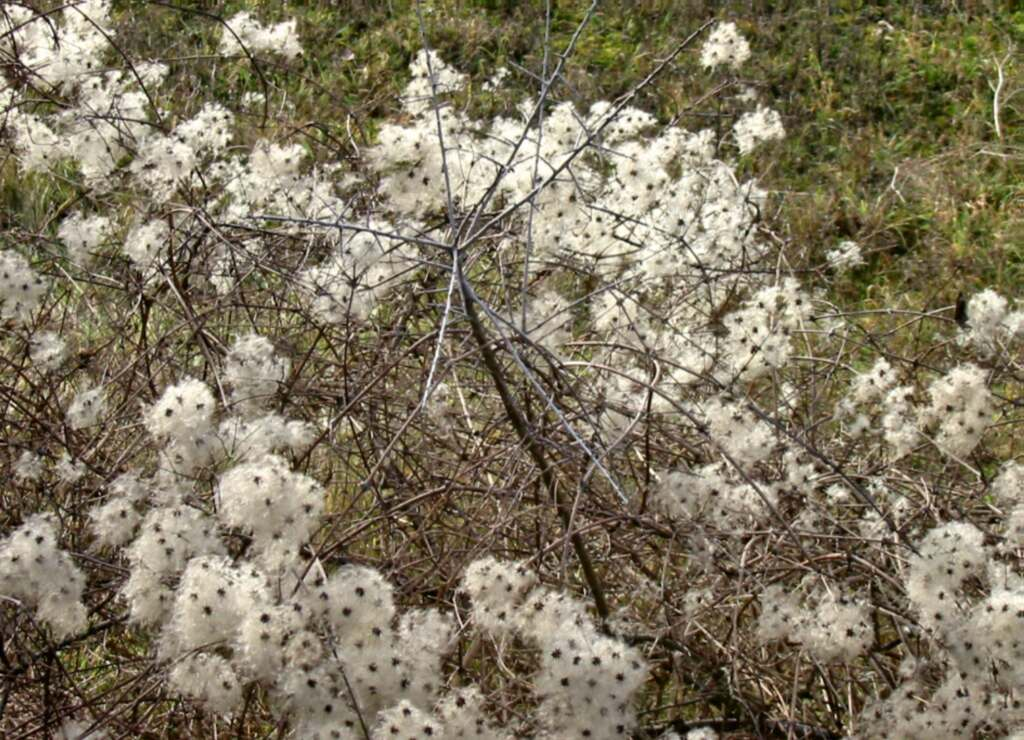
Fruits plumeux en hiver.

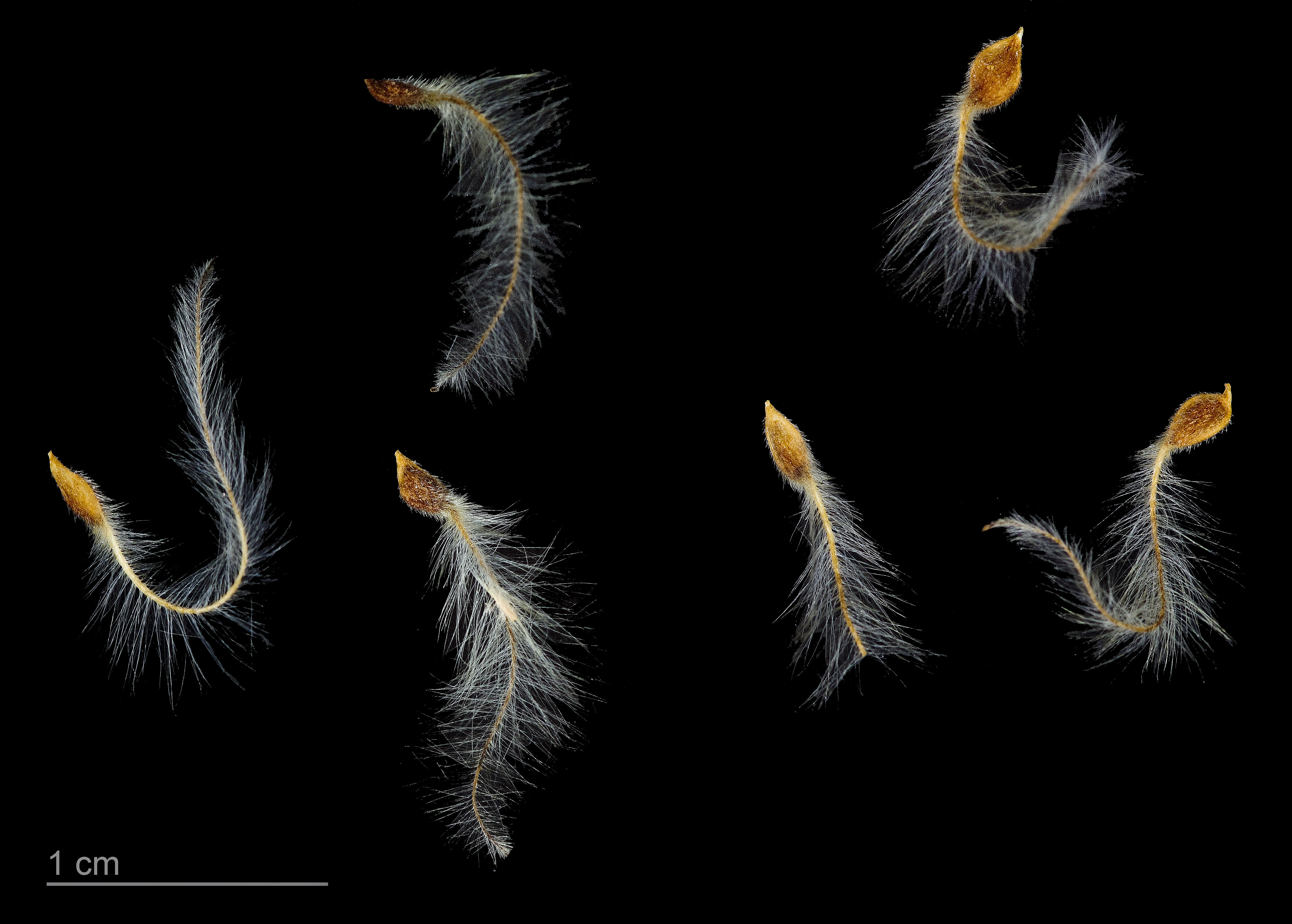
Clematis vitalba au muséum de Toulouse.

La clématite des haies ou clématite vigne-blanche, Clematis vitalba, est une espèce de plantes ligneuses grimpante de la famille des Renonculacées.
Cette espèce est considérée comme envahissante dans certaines régions où elle a été introduite, notamment en Nouvelle-Zélande.

## Noms vernaculaires
La plante est aussi appelée aubavis, aubervigne, bois à fumer, bois de pipe, cranquillier, herbe aux gueux, vigne de Salomon, viorne des pauvres ou encore Ouäbliä en ancien patois de Genève.
Le nom « herbe aux gueux » provient de l'usage que les mendiants faisaient de ses feuilles irritantes pour s'infliger volontairement des ulcères afin de susciter la pitié.
Elle est appelée « virgouène » en Berry.

## Étymologie
Clematis est issu du grec klematis, littéralement « sarment », tandis que vitalba résulte de la fusion des termes latins vitis et alba, signifiant « vigne blanche ».

## Description
C'est une liane vivace, grimpante aux vigoureuses tiges ramifiées pouvant atteindre 8 m de long. Les feuilles sont composées caduques opposées, imparipennées (5 à 9 folioles dont une terminale). Les pétioles ont un fonctionnement de vrilles et lui permettent donc de se fixer à son support. Les rameaux se développent uniquement sur les axes âgés d'un an ou plus. La croissance d'un axe est défini sur une année et la ramification est sympodiale. Les fleurs sont blanc-verdâtre odorantes, le calice est pétaloïde (ressemble à des pétales). Les étamines et les carpelles sont insérés en spirale et l'androcée est polystémone à déhiscence introrse. Les fruits sont des akènes à arêtes plumeuses, c'est-à-dire qu'ils sont surmontés d'un appendice soyeux et persistant longuement sur la plante lui donnant un aspect caractéristique en hiver.

## Caractéristiques
- Organes reproducteurs :
  - Type d'inflorescence : cyme bipare
  - Répartition des sexes : hermaphrodite
  - Type de pollinisation : entomogame
  - Période de floraison : juin à août
- Graine :
  - Type de fruit : akène
  - Mode de dissémination :  anémochore
- Habitat et répartition :
  - Habitat type : fourrés arbustifs médioeuropéens, planitiaires-montagnards, méso à eutrophiles
  - Aire de répartition : holarctique

Données d'après : Julve, Ph., 1998 ff. - Baseflor. Index botanique, écologique et chorologique de la flore de France. Version : 23 avril 2004. 

## Propriétés et usages
Cette plante libère par hydrolyse un composé toxique, la protoanémonine, qui a une action rubéfiante et vésicante. La littérature ne signale pas d'intoxications par ingestion, la causticité des sucs faisant que les accidents se limitent généralement à des brûlures buccales.
Cette propriété était utilisée par les mendiants au Moyen Age qui provoquaient sur leur visage et sur leurs mains des exanthèmes, ulcérations d'apparition aiguë, en se frictionnant la peau avec le suc de cette clématite et en entretenant leurs ulcères avec les fruits rugueux afin d'inspirer la pitié des passants. Ils guérissaient ensuite ces affections cutanées en les recouvrant de feuilles de bette.
Il existe d'autres espèces indigènes de clématites: Clematis flammula, Clematis recta, Clematis alpina (à fleurs bleues) ainsi qu'un très grand nombre d'espèces et de variétés ornementales (fleurissant au printemps ou en automne) d'origine principalement asiatique. Toutes ces plantes sont à considérer comme potentiellement très irritantes.
Les garçons des campagnes en faisaient autrefois un usage récréatif (les grosses tiges séchées découpées en tronçons étaient fumées en cachette comme un cigare, d'autant que ce bois n'irrite que très peu la gorge), d'où son nom de « bois de pipe », « bois fumant » ou « bois à fumer ».
Cette liane est aussi utilisée en vannerie.

## Plante hôte
Les chenilles de la phalène printanière (Hemistola chrysoprasaria) et de la thècle du bouleau (Thecla betulae) se nourrissent des feuilles de cette plante,.
Le moro-sphinx pond ses œufs sur cette plante.